# リッピンコット賞
リッピンコット賞（りっぴんこっとしょう、英: Benjamin E. Lippincott Award）は、アメリカ政治学会によって主宰されている学術賞である。出版後15年以上経ってもなお傑出した地位を占める政治学の本を書いた、存命の政治学者に贈られる。正式名称は、ベンジャミン・E・リッピンコット賞。
1975年から1985年までは毎年、それ以降は隔年で受賞が行われており、受賞者には5000ドルが贈呈される。ミネソタ大学の支援を受けている。

## 全受賞作
- 第1回（1975年） - ハンナ・アーレント『人間の条件』
- 第2回（1976年） - カール・ポパー『開かれた社会とその敵』
- 第3回（1977年） - ルイス・ハーツ『アメリカ自由主義の伝統』
- 第4回（1978年） - エリック・フェーゲリン Order and history（全５巻。第５巻のみ『秩序を求めて』として日本語訳）、『政治の新科学』
- 第5回（1979年） - C・B・マクファーソン『所有的個人主義の政治理論』
- 第6回（1980年） - ハーバート・ハート『法の概念』
- 第7回（1981年） - シモーヌ・ド・ボーヴォワール『第二の性』
- 第8回（1982年） - マイケル・オークショット Experience and its Modes（日本語訳未公刊）、および二本の評論「人類の会話における詩の言葉」「リバイアサン序説」
- 第9回（1983年） - ダンカン・ブラック The Theory of Committees and Elections（日本語訳未公刊）
- 第10回（1984年） - アイザイア・バーリン 1939年から1969年にかけての多数の政治的評論に対して
- 第11回（1985年） - シェルドン・ウォリン『政治とビジョン』
- 第12回（1987年） - ジョン・ロールズ『正義論』
- 第13回（1989年） - ロバート・ダール『民主主義理論の基礎』
- 第14回（1991年） - マイケル・ウォルツァー 『聖徒の革命──急進的政治の起源』
- 第15回（1993年） - J・G・A・ポーコック『マキァヴェリアン・モーメント――フィレンツェの政治思想と大西洋圏の共和主義の伝統』
- 第16回（1995年） - チャールズ・リンドブロム Politics and markets:the world's political economic systems（日本語訳未公刊）
- 第17回（1997年） - ハンナ・ピトキン『代表の概念』
- 第18回（1999年） - ウィリアム・コノリー The Terms of Political Discourse（日本語訳未公刊）
- 第19回（2001年） - クェンティン・スキナー『近代政治思想の基礎――ルネッサンス、宗教改革の時代』
- 第20回（2003年） - アルバート・O・ハーシュマン『情念の政治経済学』
- 第21回（2005年） - キャロル・ペイトマン『社会契約と性契約――近代国家はいかに成立したのか』
- 第22回（2007年） - アンソニー・ダウンズ『民主主義の経済理論』
- 第23回（2009年） - ユルゲン・ハーバーマス『公共性の構造転換』、ケネス・アロー『社会的選択と個人的評価』
- 第24回（2011年） - アラスデア・マッキンタイア『美徳なき時代』
- 第25回（2013年） - チャールズ・テイラー『自我の源泉』
- 第26回（2015年） - ジェームズ・C・スコット Seeing Like a State: How Certain Schemes to Improve the Human Condition Have Failed（日本語訳未公刊）
- 第27回（2017年） - バーナード・ボクシル Blacks and Social Justice（日本語訳未公刊）
- 第28回（2019年） - フィリップ・ペティット Republicanism: A Theory of Freedom and Government（日本語訳未公刊）
- 第29回（2021年） - チャールズ・W・ミルズ『人種契約』[1]
- 第30回（2022年） - ジェーン・マンスブリッジ Beyond Adversary Democrac（日本語訳未公刊）[2]
- 第31回（2023年） - ジョアン・トロント 『モラル・バウンダリー: ケアの倫理と政治学』[3]